# Uitsmijter

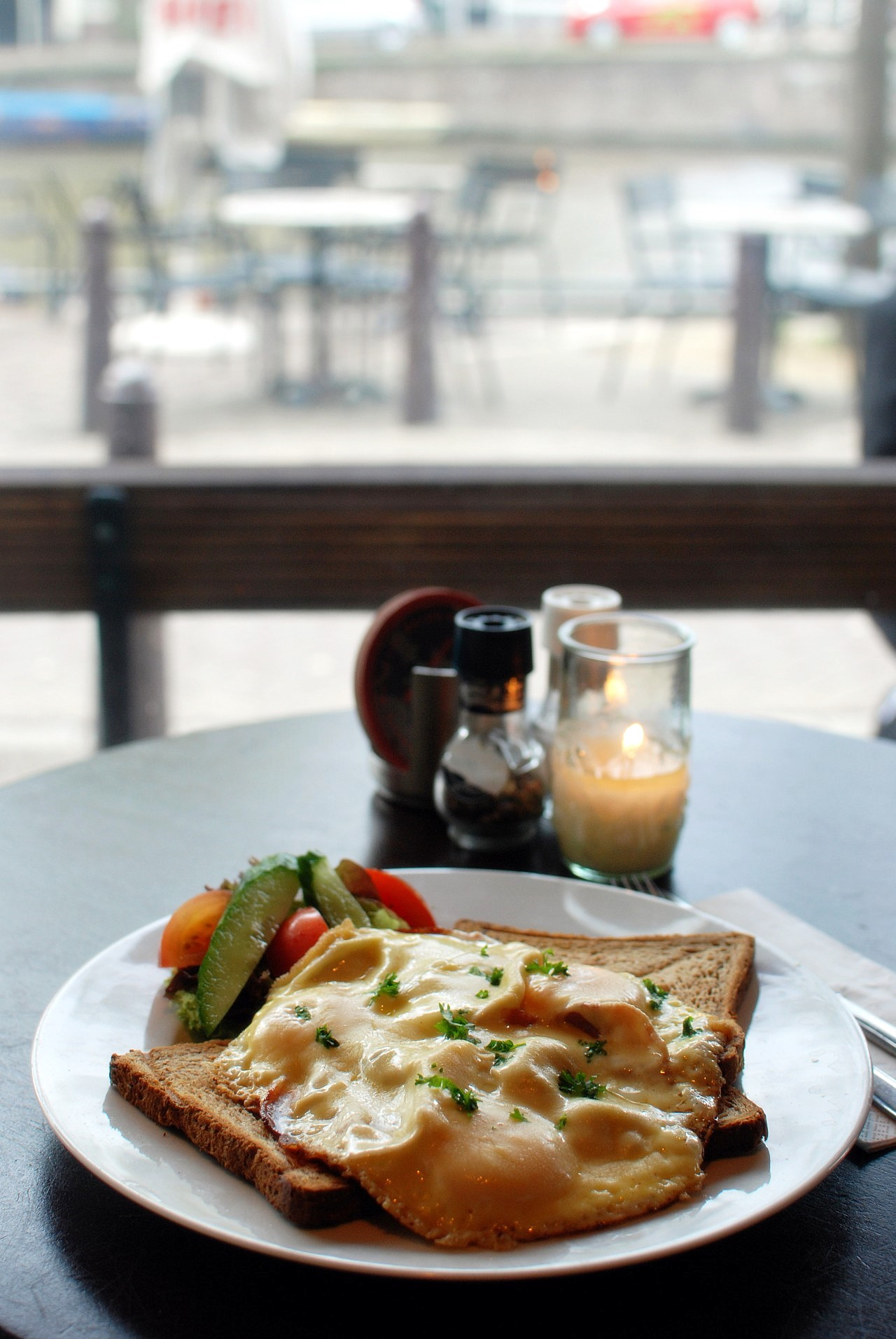
Un uitsmijter à Amsterdam.

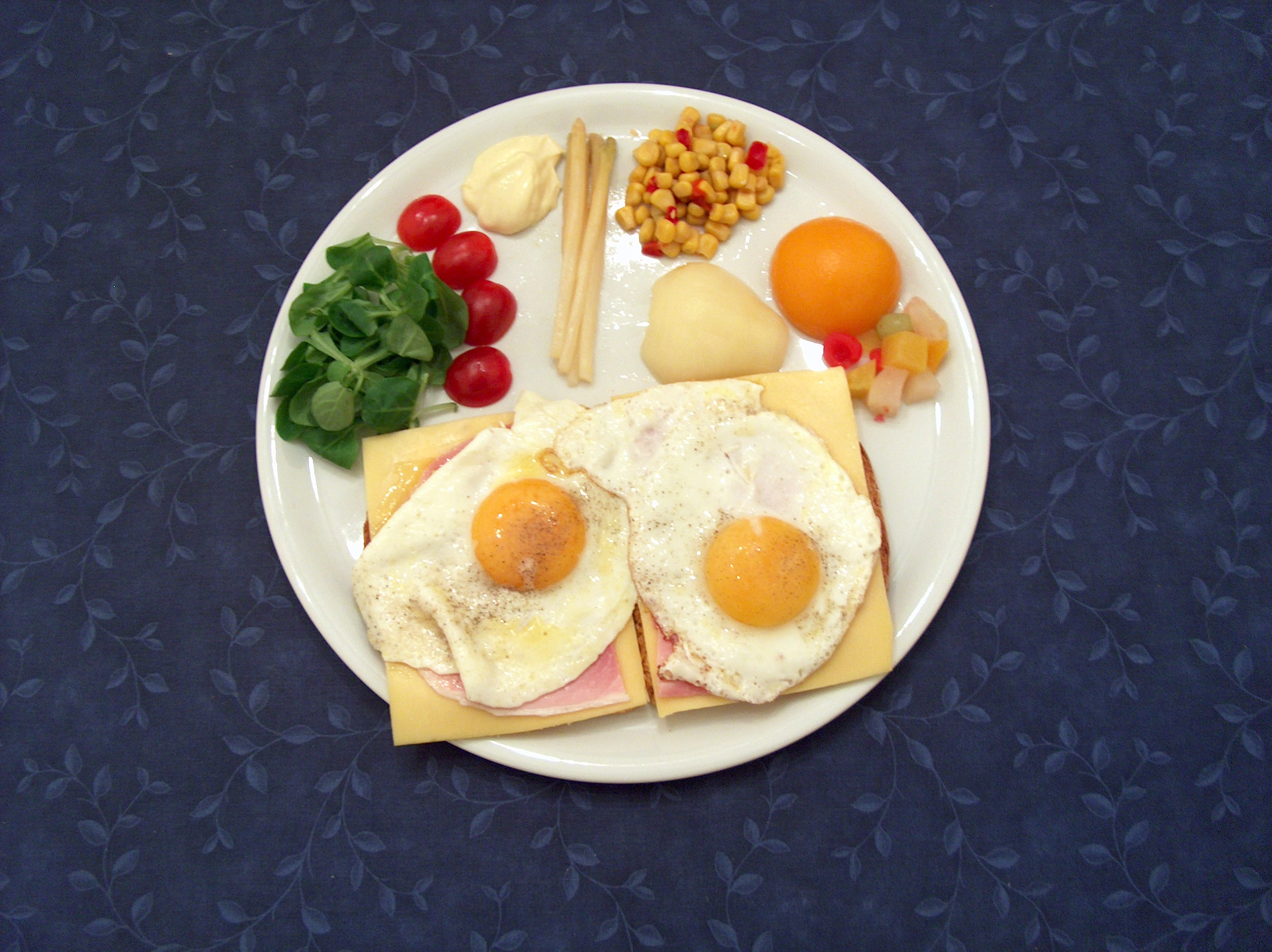
Uitsmijter.

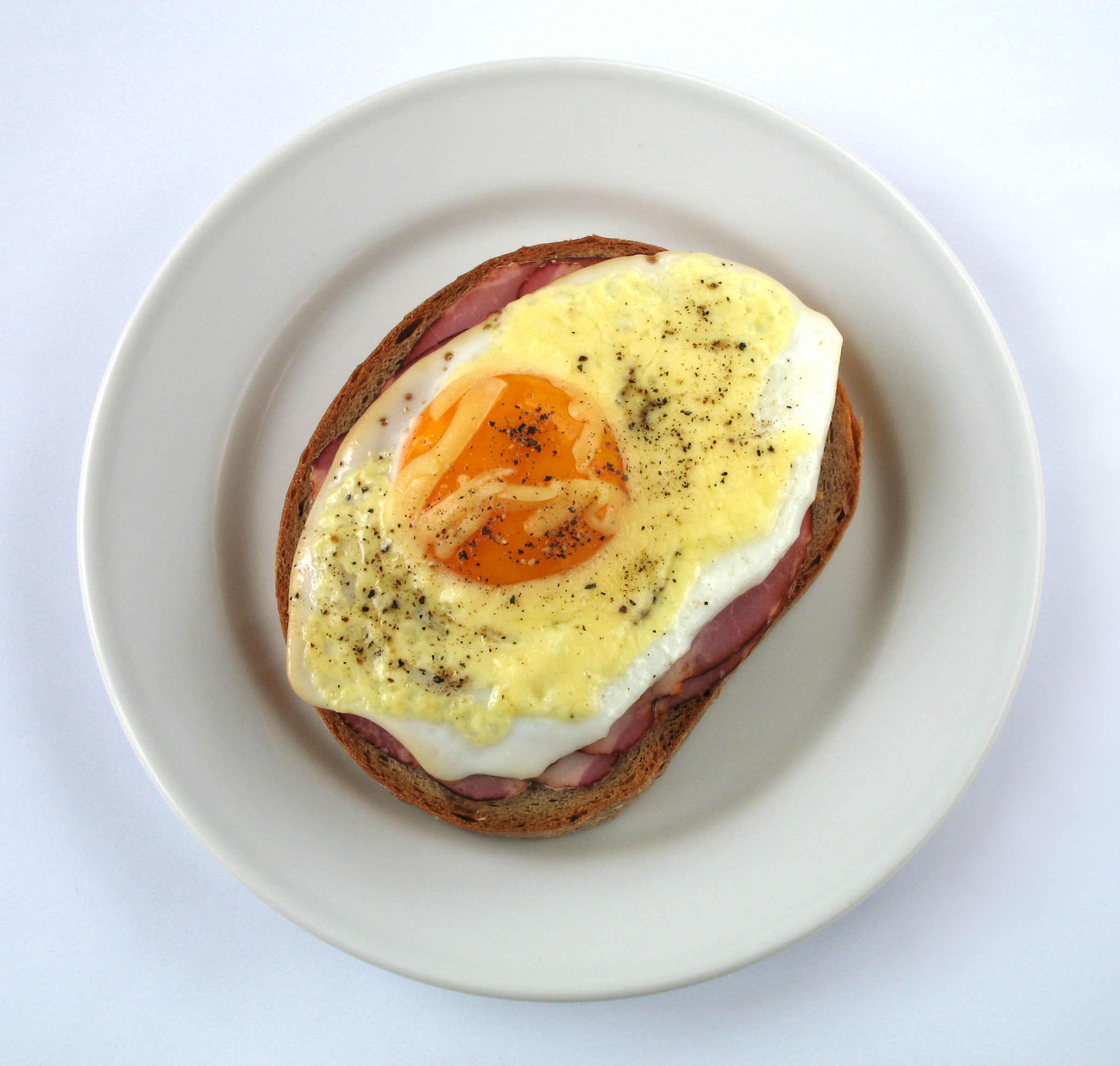
Strammer Max.

Un uitsmijter (mot néerlandais) est un plat de petite restauration, composé d’une ou de deux tranches de pain, couvertes de fromage (optionnel) et de jambon, sur lesquelles sont posés un ou deux œufs sur le plat. La garniture est composée de salade et de cornichons.
Dans la recette allemande originale, appelée Strammer Max, le pain est grillé dans une poêle et le jambon est cuit préalablement, le (ou les) œuf(s) étant cuits sur le jambon.